# 117
Năm 117 (CXVII) là một năm thường bắt đầu bằng Thứ Năm trong lịch Julius.